# هاله لاجوردی
هاله لاجوردی (۱۳۴۳–۱۳ بهمن ۱۳۹۹) جامعه‌شناس ایرانی، استاد دانشگاه تهران و نویسنده بود. او دانشجوی ممتاز دوران تحصیل خود بود اما به دلیل مشکلاتی که برای وی پیش آمد منزوی شد و در نهایت از همکاری او با دانشگاه جلوگیری شد، هاله لاجوردی تا آخرین سال‌های زندگی خود از این موضوع و آنچه خود سکوت همکاران و دانشگاهیان دیگر می‌نامید، رنجیده و دلگیر بود. تا جایی‌که ارتباط خود را جز با افرادی معدود از دانشجویانش، به‌طور کلی قطع کرد.

## زندگی
در سال ۱۳۷۸ وارد دورهٔ دکتری دانشگاه تهران شد و پس از پایان دورهٔ دکتری در سال ۱۳۸۳ در گروه ارتباطات دانشگاه تهران استخدام شد. او در سنت نظریهٔ انتقادی پژوهش می‌کرد. ترجمه‌های او در نشریهٔ ارغنون، نقش مهمی در تقویت گرایش‌های آلترناتیو در علوم اجتماعی ایران داشت. به‌گفتهٔ عباس وریج کاظمی، در سال ۱۳۸۸ به‌بهانهٔ عدم انتشارِ مقالهٔ علمی-پژوهشی، قرارداد او با دانشگاه تهران لغو شد، اما لاجوردی یک سال دیگر را به‌صورت حق‌التدریسی فعالیت کرد تا شاید مشکلِ استخدامی او حل شود. در نهایت هم با توجه به درگذشت مادرش و هم فشار روانی به‌دلیل اینکه از تدریس برای همیشه کنار گذاشته شده بود و در سکوت دوستان و همکاران سابق، خانه‌نشین شده بود، خود را کاملا منزوی کرد.
در بهمن ۱۳۹۹، برادرش، کاوه لاجوردی، خبر درگذشت او را در توییتر اعلام کرد.
مرگ لاجوردی بازخوردهای متعددی در شبکه‌های اجتماعی داشت. هم در میان جامعه‌شناسانی که بقول خودش سال‌ها سراغی از دوست و همکار سابق خود نگرفته بودند و هم در میان دانشجویان که تنها ارتباطات حقیقی او تا سال‌های اخر عمرش بودند.

در بهمن ۱۴۰۳، رادیو زمانه مصاحبه‌ای منتشرنشده از هاله لاجوردی، استاد فقید دانشگاه تهران، را منتشر کرد که توسط یکی از دانشجویانش، آریا وقایع‌نگار، در اردیبهشت ۱۳۹۰ انجام شده بود. در این مصاحبه، لاجوردی به فشارهایی که از سوی دانشگاه تهران متحمل شد و در نهایت منجر به اخراج و خانه‌نشینی‌اش گردید، پرداخته است. او در بخشی از این گفت‌وگو درباره سهمگینی اخراجش از دانشگاه می‌گوید:
«از روزی که از دانشکده بیرون آمدم هیچ جا کار نکردم. من به چشم دیدم کسی که بیش از ۲۰ سال از عمرش را صرف کاری کند و به آن عشق بورزد و از لحاظ قانونی هم مشکلی نداشته باشد و تنها ایرادی هم به او می‌گیرند این است که چرا به فکر دانشجویان است، چنین کسی را می‌توان از کار بیکار کرد.»
این مصاحبه نشان‌دهنده عمق مشکلات و فشارهایی است که لاجوردی در دوران فعالیت دانشگاهی خود تجربه کرده است.

## آثار
- زندگی روزمره در ایران مدرن با تأمل بر سینمای ایران، هاله لاجوردی، تهران: نشر ثالث

### ترجمه‌ها
- دربارهٔ رمان (مجموعه مقالات)، گروه مؤلفان و مترجمان، تهران: وزارت فرهنگ و ارشاد اسلامی
- مبانی نظری مدرنیسم (مجموعه مقالات)، گروه مؤلفان و مترجمان، تهران: وزارت فرهنگ و ارشاد اسلامی
- مسائل نظری فرهنگ (مجموعه مقالات)، گروه مؤلفان و مترجمان، تهران: وزارت فرهنگ و ارشاد اسلامی
- نقد ادبی نو (مجموعه مقالات)، گروه مؤلفان و مترجمان، تهران: وزارت فرهنگ و ارشاد اسلامی
- جهانی شدن (مجموعه مقالات)، گروه مؤلفان و مترجمان، تهران: وزارت فرهنگ و ارشاد اسلامی
- رمانتیسم (مجموعه مقالات)، گروه مؤلفان و مترجمان، تهران: وزارت فرهنگ و ارشاد اسلامی
- فرهنگ و زندگی روزمره (مجموعه مقالات)، گروه مؤلفان و مترجمان، تهران: وزارت فرهنگ و ارشاد اسلامی
- الهیات جدید (مجموعه مقالات)، گروه مؤلفان و مترجمان، تهران: وزارت فرهنگ و ارشاد اسلامی
- نظریه سیستم‌ها (مجموعه مقالات)، گروه مؤلفان و مترجمان، تهران: وزارت فرهنگ و ارشاد اسلامی
- نوسازی (مجموعه مقالات)، گروه مؤلفان و مترجمان، تهران: وزارت فرهنگ و ارشاد اسلامی
- فلسفه اخلاق (مجموعه مقالات)، گروه مؤلفان و مترجمان، تهران: وزارت فرهنگ و ارشاد اسلامی